# 1292 w polityce
Wydarzenia polityczne w 1292 roku.

## Wydarzenia
- Chan Kubiłaj wydał zgodę na powrót Marco Polo do Europy po siedemnastu latach pobytu w Chinach[1].
- Wacław II ustanowił urząd starosty[2][3].
- Jan Balliol został królem Szkocji[4].
- 5 maja Adolf Nassauski został królem Niemiec (do 1298)[5].

## Urodzili się
- Jan VI Kantakuzen, cesarz bizantyński[6].